# Laminerat glas

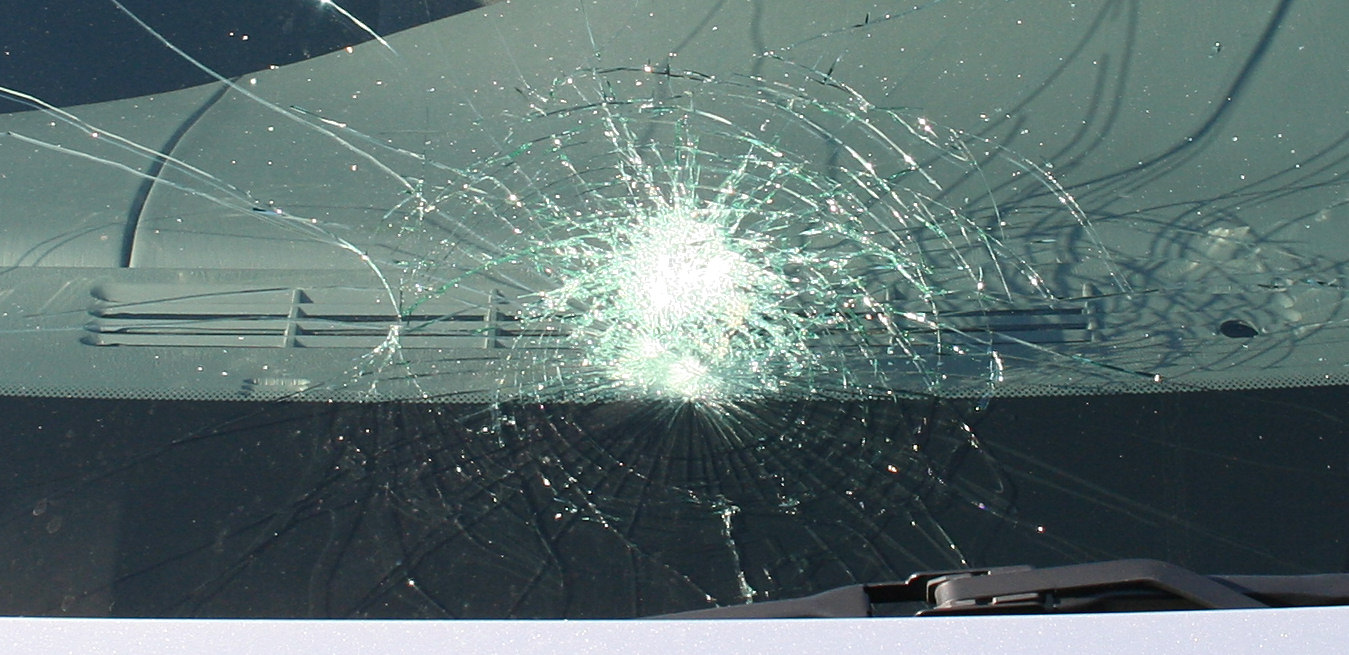
Vindruta av laminerat glas med en skada.

Laminerat glas består av två eller fler glasskivor som "limmats" samman med en plastfolie. Det kallas ibland för "lamellglas" och även felaktigt för "pansarglas". Laminerat glas kan göras mycket tjockt, vilket tillsammans med de sega mellanskikten gör det svårforcerat, t.o.m. skottsäkert vid ett högt antal lager av glas. Anledningen till att det är slag- och ibland t.o.m. skottsäkert är att vid flera lager och rätt glas för rätt ändamål absorberar glaset och plasten energin som uppkommer, och fördelar denna på större del glas. 
Banker och växlingskontor använder laminerat glas, så kallade säkerhetsglas, med väldigt många lager glas limmade på varandra. Laminerade glasrutor är oftast dyrare i inköp.